# اچ‌ام‌اس فروبیشر (دی۸۱)
اچ‌ام‌اس فروبیشر (دی۸۱) (به انگلیسی: HMS Frobisher (D81)) یک کشتی بود که طول آن ۵۶۵ فوت (۱۷۲ متر) بود. این کشتی در سال ۱۹۲۰ ساخته شد.